# Бузковий пенні
Бузковий пенні — основна поштовою та фіскальною маркою Сполученого Королівства з моменту її першого випуску 12 липня 1881 року до 1901 року. Він замінив недовговічний венеційський червоний пенні оскільки Закон про митні та внутрішні доходи 1881 року вимагав нових марок, які були дійсними для використання як поштові та фіскальні марки, тому цього року було випущено бузковий пенні з написом «POSTAGE AND INLAND REVENUE». На всіх попередніх марках було лише напис «POSTAGE». Ця марка залишалася стандартною маркою для листів до кінця правління королеви Вікторії, і її друкували дуже великими тиражами.
Овальний дизайн бузкового пенні був адаптований з того, що використовувався для фіскальних марок у Великій Британії з початку 1860-х років. Це стало розривом із 40-річною традицією дизайну поштових марок. Усі його попередники (чорний пенні, червоний пенні і венеційський червоний пенні) мали прямокутний дизайн. Використання бузкового кольору для дефінітивів малої вартості було розширено в 1884 році, коли інші марки малої вартості були випущені в бузковому кольорі, а зелений колір тоді використовувався для марок вищої вартості.
Бузковий пенні була надрукованою маркою та випускалася у двох формах:
- Друк I з 14 крапками в кожному куті від 12 липня 1881 (випущено 495 984 000)
- Друк II з 16 крапками в кожному куті, 13 грудня 1881—1901 (випущено 33 600 000 000)

Марки бузковий пенні часто зустрічаються як перфіни, тобто з ініціалами чи знаками розрізнення, доданими як перфорація до монетного двору, що означало, що їх не можна було обміняти на готівку в поштовому відділенні. Додавання перфінів було широко поширеною практикою в Британії з 1860-х років як запобіжний захід проти крадіжки.